# 马斯洛瓦普里斯坦
马斯洛瓦普里斯坦（羅馬化：Maslova Pristanʹ）是俄罗斯别尔哥罗德州的市级镇，属舍别基诺区，位于北顿涅茨河的别尔哥罗德水库（Белгородское водохранилище）旁，在州首府别尔哥罗德东南方。
2021年有人口6,070人；2010年人口5,819；2002年人口5,597；1989年人口4,052。